# Для нас, що живуть
Для нас, що живуть: Висміювання звичаїв (англ. For Us, The Living: A Comedy of Customs) — утопічний науково-фантастичний роман Роберта Гайнлайна, літературний дебют письменника, створений в 1938 році.
Знехтуваний двома видавцями, роман не публікувався за життя Гайнлайна, після його смерті вважався втраченим. Випадково збережений рукопис був опублікований в листопаді 2003 року з передмовою Спайдера Робінсона, який оцінив роман як «ДНК Гайнлайна», що вбирає в себе усю творчість автора.
На думку С. Робінсона, перший роман Гайнлайна є «підбіркою утопічних лекцій», нагадуючи «Погляд назад» Едварда Белламі, а також «Сплячий прокидається» і «Прийдешнє» Герберта Уеллса.
У 2005 році роман номінувався на премію журналу «Локус» та лібертаріанську премію «Прометей».

## Назва
Назва відсилає до «Геттісбурзької промови» Авраама Лінкольна. В 1936 році Айн Ренд видала роман «Ми, живі», назва якого теж взята з цієї промови.
В романі «Місяць — суворий господар» 1966 року Гайн лайн згадує Айн Ренд та її твір.
Назва також відсилає до повісті Джеймса Бренча Кейбела «Юрген, висміювання справедливості» 1919 року. Гайнлайн пізніше указував про вплив на нього автора та цього твору.
В творі «Йов, висміювання справедливості» 1984 року Гайнлайн знову використав цю відсилку.

## Сюжет
Дія починається влітку 1939 року, коли пілот ВМС США Перрі Нельсон зірвався на автомобілі з обриву (останнє що він побачив була дівчина в зеленому купальнику).
Він прийшов до тями у 2086 році. Світ, в якому він опинився — ліберальна утопія. Тут немає ніяких обмежень на особисте життя, зокрема, нудизм, поширені полігамні сім'ї, процвітають науки і мистецтва, газети друкують не світські плітки, а новини техніки та роз'яснення останніх наукових відкриттів. Америка нового світу не знає воєн і соціальної напруженості (Європа практично вимерла від наслідків сорокарічної війни). Релігія визнана антисоціальною доктриною, кожен громадянин забезпечений непоганим прожитковим рівнем по праву народження. Екскурсоводом по світу майбутнього для Нельсона стає прекрасна дівчина Діана.

## Історія написання та публікації
У листі Дж. Кемпбеллу від 18 грудня 1939 року, Гайнлайн повідомляв, що «рік назад … написав цілий роман». Спонукальним мотивом, мабуть, був провал на виборах і неможливість виплачувати заставну за будинок, але в підсумку робота привела Гайнлайна до усвідомлення, що література — його життєве покликання. Роман був послідовно відкинутий двома видавництвами: він абсолютно не вписувався в канони американської НФ того часу, не мав захоплюючого сюжету, і більш за все нагадував соціологічний трактат. Абсолютно неприйнятними для редакторів того часу були міркування про вільне кохання і т. д.
Гайнлайн надалі не намагався опублікувати роман. Плануючи працювати у жанрі наукової фантастики, Гайнлайн набрав ваги на творах для молоді, щоб повернутись до ідей роману у своїх пізніх творах. Надалі фрагменти роману були реалізовані в повісті «Якщо це триватиме...», утопічному романі «Там, за горизонтом» (де була використана подібна економічна доктрина світу), оповіданні «Дороги повинні рухатися». Гайнлайн більше не намагався опублікувати роман; перед смертю він знищив все неопубліковані рукописи.
Після смерті Гайнлайна, літературознавець Л. Стовер (фахівець з Герберту Уеллсу) був запрошений вдовою — Вірджинією Гайнлайн, написати офіційну біографію. Він почав пошуки невідомих біографічних свідчень і зміг отримати у адмірала Калеба Ленінга листування з Гайнлайном за 50 років їхнього знайомства, і багато іншого. Виявилося, що серед матеріалів, отриманих від К. Ленінга, була і копія рукопису «Для нас, що живуть». Спочатку передбачалося опублікувати роман після видання біографічної книги Стовера, яка повинна була стати рекламою невідомого шанувальникам тексту. Однак потім В. Гайнлайн відкликала назад свою пропозицію. Стовер віддав рукопис студенту М. Хантеру для використання в навчальному проекті — зіставленні першого роману Гайнлайна з творчістю Г. Уеллса. Надалі вони перестали спілкуватися, рукопис залишилася у Хантера і зберігалася в гаражі серед різних паперів. Там її і виявив Р. Джеймс. Після смерті В. Гайнлайн в січні 2003 року, спадкоємці прийняли рішення публікувати рукопис, перше видання побачило світ у листопаді 2003 року.

## Концепції та ідеї

### Друга світова війнаі політична система повоєнного світу
На час написання твору були очікування війни в Європі і Гайнлайн описав її. Подібно до твору «Прийдешнє» Герберта Уеллса, він вказав поразку Німеччини через крах її економіки. Також передбачив самогубство Гітлера.
Раптовий напад бразильських бомбардувальників на Нью-Йорк, що спричинив війну, подібний на японський напад на Перл-Гарбор.
Тема післявоєнного облаштування займає в романі значне місце. Багато подій, які пророкував автор роману, не збулися в реальній політичній історії. Проте деякі пророцтва Гайнлайна втілилися в життя. Таким можна вважати, наприклад, об'єднання Європи. Вгадана була також тенденція до антикомунізму і реакції в США 1950-х і відродження політичного клерикалізму (проте в інший часовий проміжок і не на тих територіях).
Гайнлайн описує об'єднану Європу під владою Едуарда VIII, яка після затяжної війни деградує мало не до середньовіччя; диктатуру в США; холодну війну між США і Латинською Америкою, яка періодично переходить у збройні конфлікти. Відомо також, що в Новій Зеландії, а також у штаті Вісконсин переміг соціалізм. З політичної точки зору у США зразка 2086 року встановлено меритократію — створені умови для ідеального функціонування виборної демократії, править непідкупний клас професійних політиків. Процес проведення виборів настільки удосконалився, що про їх результати президент дізнається через годину після закриття дільниць.

### Економіка
Економічна тема — базис всієї утопічної конструкції роману. Гайнлайн, звичайно, був знайомий з багатьма утопічними творами попередників, які вплинули на побудову концепції роману. Новація Гайнлайна — широке впровадження в тіло утопії теорії соціального кредиту. Дана концепція була популярна в 1920-х — 1930-х роках і передбачала перерозподіл національного доходу з метою вирівнювання соціального добробуту. Згідно роману в Америці була проведена фінансово-економічна реформа: було засновано потужний державний банк, а могутність комерційних банків було нівельовано. В результаті у кожного з'явився рахунок («спадок», далека аналогія базового доходу), деякі громадяни отримали можливість взагалі не працювати. З позитивних нововведень слід відзначити націоналізацію охорони здоров'я, всі медичні послуги стали безкоштовними.
Автор час від часу апелює до соціалізму і Маркса, намагаючись іноді показати «помилки» марксизму.

### Особиста сфера
У відносинах між чоловіком і жінкою панує повна свобода і статева демократія. Ідеологічно забарвлене явище під назвою «сім'я» відсутнє, шлюб (досить умовний) укладається за усним договором, діти за бажанням можуть виховуватися як з батьками, так і в спеціальних установах. Співмешкання між чоловіком і жінкою може носити навіть екзотичні форми (так, головний герой живе двома жінками); головне при цьому — дотримуватись принципу добровільності. Відійшло у минуле поняття «громадська думка», а також державне піклування над особистим життям громадян. Зникає власницьке почуття ревнощів: біологічне й економічне підґрунтя ревнощів подолане, подальше існування такого рудимента стає безглуздим.
Деякі місця з роману, пов'язані з «переробкою» під світ майбутнього протагоніста, корелюють з ідеями відомого роману Миколи Чернишевського.